# Sweet Springs
Sweet Springs – miasto w Stanach Zjednoczonych, w stanie Missouri, w hrabstwie Saline.